# Процеси в науках про Землю
Процеси в науках про Землю
- Процеси абразійні – руйнування хвилями і прибоєм гірських порід, які складають береги океанів, морів та озер (див. абразія).
- Процеси біогенні – 1) У мінералогії і геології – процеси утворення мінералів і порід при прямій участі живих організмів (наприклад, утворення рифів, мушлі тощо). Син. – процеси органогенні; 2) У геоморфології – діяльність організмів, яка має морфогенетичне значення (розпушування порід, зміна їх хім. складу, створення мікрорельєфу).
- Процеси виповнення тріщин – відкладення мінеральної речовини у відкритій тріщинній порожнині. Мають місце при утворенні постмагматичних родовищ. За рахунок цих процесів утворюються жили виповнення (за В.Вернадським – конкреційні жили).
- Процеси геологічні – процеси, що змінюють склад, структуру, рельєф та глибинну будову Землі.
- Процеси геохімічні – хім. процеси, в результаті яких утворюються і розкладаються мінерали і гірські породи, змінюється їх хімічний склад, відбувається міграція хімічних елементів. Протікають в надрах і на поверхні землі.
- Процеси гідротермальні – процеси утворення мінералів внаслідок їх відкладення на поверхнях відкритих тріщин і в по-рах гірських порід з гарячих ювенільних розчинів.
- Процеси гравітаційні – руйнування гірських порід і переміщення продуктів руйнування під дією сили тяжіння.
- Процеси екзогенні – геологічні процеси, які відбуваються на поверхні Землі за участю сонячної енергії та сили тяжіння.
- Процеси ендогенні – геологічні процеси, які відбуваються всередині Землі за участю її внутрішньої енергії. Син. – П. внутрішні (рідко).
- Процеси ерозійні – руйнування гірських порід водним потоком (див. ерозія).
- Процеси карстово-суфозійні – винесення пухкого матеріалу покривних відкладів в зони змін властивостей породи або підземні карстові утворення.
- Процеси карстові – розчинення карстуючих гірських порід. Часто поєднується з гравітаційними, суфозійними та ерозійними процесами. Приводять до різних карстових проявів (зон зміни властивостей гірських порід, поверхневих і підземних форм, водних об’єктів та відкладів).
- Процеси корозійні – руйнування гірських порід внаслідок розчинення і виносу речовини у водному розчині (див. корозія2).
- Процеси нівальні – руйнування гірських порід під дією снігового покриву, в умовах періодичного танення і замерзання.
- Процеси постмагматичні – сукупність мінерало- і рудотвірних процесів, які слідують безпосередньо за кристалізацією магми.
- Процеси постседиментаційний – геологічні процеси та явища, які відбуваються після утворення осадів.
- Процеси реологічні – природні процеси обумовлені текучістю речовини; супроводжуються деформацією первинної структури, релаксацією напруг.
- Процеси субаеральні – процеси, які протікають на поверхні Землі. Протилежне – субаквальні процеси.
- Процеси субаквальні – процеси, які протікають під водою. Протилежне – субаеральні процеси.
- Процеси суфозійно-карстові – винесення пухкого заповнювача із зони зміни властивостей порід, поверхневих і підземних карстових форм.
- Процеси суфозійні – порушення мікроагрегатної структури порід і вимивання низхідним підземним потоком тонких частинок з покривних відкладів з утворенням на поверхні замкнутих понижень.
- Процеси тектонічні деструктивні – тектонічні процеси, що ведуть до дроблення, руйнування складчастих споруд. Глобальні тектонічні деструктивні процеси призводять до руйнування континентів.
- Процеси тектонічні конструктивні – процеси утворення складчастих споруд, розширення континентів.